# Phytoseius punicae
Phytoseius punicae är en spindeldjursart som beskrevs av Chinniah och Mohanasundaram 200. Phytoseius punicae ingår i släktet Phytoseius och familjen Phytoseiidae. Inga underarter finns listade i Catalogue of Life.